# Olive Kazaarwe Mukwaya
Olive Kazaarwe Mukwaya (nhũ danh Olive Kazaarwe), là một luật sư và thẩm phán người Uganda, từng là Thư ký Ủy ban của Ủy ban Điều tra của Tổng thống về vấn đề đất đai ở Uganda, do tổng thống Yoweri Museveni thành lập vào tháng 12 năm 2016. Ngay trước khi được bổ nhiệm vào ủy ban này, bà đã phục vụ như một người chuyên trách Đăng ký, trong Phòng Kế hoạch và Phát triển của Tư pháp của Uganda. Ở đó, bà giám sát việc thực hiện một "Dự án quản trị tốt" trị giá hàng triệu đô la, được tài trợ bởi một khoản đóng góp từ DANIDA, cho Chính phủ Uganda.

## Bối cảnh và giáo dục
Bà tốt nghiệp Khoa Luật của Đại học Makerere, trường đại học công lập lớn nhất và lâu đời nhất ở Uganda, với bằng Cử nhân Luật, vào khoảng năm 1997. Năm sau, bà được Trung tâm Phát triển Pháp luật trao tặng Bằng Cao đẳng về Thực hành Pháp lý, tại Kampala, thủ đô của Uganda. Bà cũng có bằng tốt nghiệp về hành chính công, được lấy từ Học viện quản lý Uganda, cũng ở Kampala.

## Nghề nghiệp
Sau khi được nhận vào Đoàn luật sư Uganda vào năm 1999, bà đã nhận làm cho công ty luật của Ruyondo & Company Advocates, làm việc ở đó được một năm, với tư cách là Phó luật sư. Năm 2000, bà được bổ nhiệm làm Thẩm phán cấp một, phục vụ trong khả năng đó cho đến năm 2004. Sau đó, bà được thăng cấp lên Thẩm phán cấp một, phục vụ ở đó trong bốn năm, từ năm 2004 đến năm 2008
Năm 2009, bà rời khỏi Tòa án và đi làm trợ lý cá nhân cho Phó Chánh án Laetitia Mukasa Kikonyogo, trong thời gian một năm. Năm 2010, bà được thăng chức Chánh án. Bà đã phục vụ trong khả năng đó tại Tòa án Hoima và Tòa án Đường Buganda ở Kampala, trong bốn năm. Vào năm 2014, bà đã được đưa lên Phòng Thanh tra Tòa án, với tư cách là Trợ lý Tòa án, làm việc ở đó một thời gian ngắn trước khi bà nhận nhiệm vụ tại dự án do DANIDA tài trợ. [2]